# Monte Nifates
Nifates (em latim: Niphātēs; em grego: Νιφάτης; romaniz.: Niphátēs), Nepate (em armênio: Նպատ; romaniz.: Npat) ou Tapa-seide (em turco: Tapa-seyd) é uma montanha da serra de Salcanse situada na província de Are, na região da Anatólia Oriental, na Turquia, próximo ao Eufrates. Em seu sopé localizava-se o santuário de Bagauna, fundada pela dinastia orôntida do Reino da Armênia. Em 371, no contexto da invasão das forças iranianas do xainxá Sapor II (r. 309–379) na Armênia, o rei Papa (r. 370–374) e o católico Narses I, o Grande (r. 353–373) abrigaram-se em Nifates.